# Pflegekammer Nordrhein-Westfalen
Die Pflegekammer Nordrhein-Westfalen ist die gesetzliche Berufsvertretung aller Pflegefachfrauen und Pflegefachmänner, Altenpfleger, Gesundheits- und Krankenpfleger und Gesundheits- und Kinderkrankenpfleger in Nordrhein-Westfalen. Der Errichtungsausschuss nahm am 21. September 2020 die Arbeit auf. Sie ist eine rechtsfähige Körperschaft des öffentlichen Rechts mit Selbstverwaltung und Sitz in Düsseldorf und vertritt die Belange von über 200.000 Mitgliedern. Am 24. Februar 2023 wählte die Kammerversammlung den ersten Vorstand der Pflegekammer NRW.

## Geschichte
In Nordrhein-Westfalen hat sich der Förderverein zur Errichtung einer Pflegekammer in NRW e.V. am 20. September 1997 in Lemgo gegründet. Als Ziele setzte er sich die Sicherung und Verbesserung der öffentlichen Gesundheitspflege von Bürgerinnen und Bürgern in Nordrhein-Westfalen, insbesondere die Einsetzung einer Pflegekammer.
Der Verein entwickelt Informationsmittel, informiert die Gesellschaft und die Fachöffentlichkeit und unterstützte in diesem Zusammenhang die Petition Pflegekammer NRW JETZT! des Gesundheits- und Krankenpflegers Jan Wollermann. Von April bis Juli unterschrieben 42.303 Unterstützer diese Petition, die am 15. September 2015 im Rahmen eines Polittalks in Düsseldorf an die gesundheitspolitischen Sprecher der Landtagsfraktionen öffentlichkeitswirksam übergeben wurde. Mehrere Landtagsparteien äußerten sich bereits positiv zur Pflegekammer Nordrhein-Westfalen. So seien Anträge der CDU, der SPD und der Grünen an das Landtagspräsidium in Düsseldorf herangetragen worden, die sich allesamt mit der Pflegekammer NRW befassen. Zusammenfassend wird die Frage formuliert, wie die Berufsgruppe zur Gründung einer Pflegekammer stehe.
Im Oktober 2016 lief im Landtag NRW eine Anhörung zur Gründung einer Pflegekammer. Edith Kellnhauser schrieb dazu:

„Es ist allerdings schwer verständlich, dass die größte Berufsgruppe im Gesundheitswesen - die Pflege - ein völliges Schattendasein führt, von der weder Anzahl, Altersdurchschnitt, Qualifikation oder Differenziertheit der Einsatzorte bekannt sind. Um aus diesem nonexistenten beruflichen Modus in die gesundheitspolitische Realität zu kommen, bedarf es einer gesetzlich festgelegten Regulierung des pflegerischen Berufsstandes. Regulierung des Berufsstandes bedeutet eine auf gesetzlicher Basis fundierte Pflegekammer. Diese in Selbstverwaltung agierende Berufskammer nimmt ihre zentrale gesellschaftliche Aufgabe wahr, nämlich die sach- und fachkundige Gesundheitsversorgung der Bevölkerung.“

Ende August 2018 eröffnet Karl-Josef Laumann als Minister den offiziellen Informationsprozess und das Ministerium für Arbeit, Gesundheit und Soziales ließ eine repräsentative Befragung durchführen. Es wurde gefragt, ob die Pflegefachkräfte in NRW eine spezielle Interessenvertretung wünschen und ob diese die Form einer Pflegekammer oder – wie in Bayern – eines freiwilligen Pflegerings haben soll. In der unter mehr als 1500 Pflegefachkräften durchgeführten Befragung sprachen sich 79 % für die Etablierung einer Pflegekammer in NRW aus.
Die Regelungen zur Schaffung der Pflegekammer NRW wurden mit dem Gesetz zur Errichtung der Pflegekammer Nordrhein-Westfalen vom 30. Juni 2020 ins Heilberufsgesetz NRW aufgenommen. Im September 2020 trat erstmals der Errichtungsausschuss der Kammer zusammen.

## Errichtung der Pflegekammer NRW
Die 19 Mitglieder und 19 Stellvertretungen des Errichtungsausschusses wurden vom MAGS ernannt. Petra Krause: „Der Errichtungsausschuss, dem ich angehöre, hat die Aufgabe, eine neue Behörde aufzubauen... Immerhin gehören wir mit rund 200.000 Pflegekräften, die bei uns Mitglied werden, zu den größten Kammern in ganz Deutschland. Wir müssen eine Geschäftsstelle aufbauen und Satzungen erarbeiten. Alle Kammermitglieder müssen erstmal erfasst und registriert werden.“ Die Vorsitzende des Errichtungsausschusses, Sandra Postel: „Seit den Neunzigerjahren rutschen wir immer weiter in den Pflegenotstand hinein. Wer sagt, dass die Interessenvertretung stark genug ist, verkennt die Realität.“ Der Landtag NRW hat auch die Möglichkeit geschaffen, dass die Pflegekammer NRW für die Mitglieder vorerst beitragsfrei bleiben kann. 
Schon während der Aufbauzeit kann der Errichtungsausschuss der Pflege in gesundheitspolitischen Debatten Gehör verschaffen. So gab es Beiträge zur Diskussion um die einrichtungsbezogene Impfpflicht. Auch um breite Kreise der Pflegefachpersonen darauf aufmerksam zu machen, dass die Pflegekammer NRW geschaffen wird, verlieh der Errichtungsausschuss am Tag der Pflegenden 2021 Meike Ista, der Protagonistin bei Pflege ist NichtSelbstverständlich, den Pflegepreis NRW. Im Zusammenhang mit der Preisverleihung sagte Karl-Josef Laumann (Gesundheitsminister NRW): „Niemand kann jetzt noch behaupten, ihm seien die teils schwierigen Arbeitsbedingungen im Pflegebereich nicht bewusst.“ Die Pflegenden seien eine „unverzichtbare Säule unserer Gesundheitsversorgung“.
Seit 2020 hat der Errichtungsausschuss auf hunderten Präsenz- und Online-Veranstaltungen über die Pflegekammer NRW informiert.

### Wahl zur 1. Kammerversammlung
Zur Schließung der Wählerverzeichnisse am 22. August 2022 waren 98.534 Mitglieder beim Errichtungsausschuss der Pflegekammer NRW registriert. Sie sind berechtigt, bei der Wahl zur ersten Kammerversammlung ihr aktives und passives Wahlrecht wahrzunehmen. Bis zum 16. September 2022 konnten beim Wahlvorstand Wahlvorschläge eingereicht werden. Mit dem Versand der Wahlunterlagen am 14. Oktober 2022 begann die Wahlzeit, sie endete am 31. Oktober 2022. Das vorläufige Wahlergebnis wurde am 4. November 2022 bekannt zu geben. 21.512 gültige Stimmzettel wurden erfasst; die Wahlbeteiligung betrug 22,1 Prozent. Die konstituierende Sitzung der ersten Kammerversammlung fand am 16. und 17. Dezember 2022 in Düsseldorf statt. Die Amtszeit der ersten Kammerversammlung begann mit ihrem konstituierenden Zusammentreten und endet 2027 nach Ablauf der fünfjährigen Amtszeit mit dem Zusammentritt der neuen Kammerversammlung.

### Wahl zur 2. Kammerversammlung
Die Anzahl der Wahlberechtigten für die 2. Kammerversammlung 2027 ist mehr als doppelt so groß wie bei der 1. Kammerversammlung, weil sich die Mitgliederanzahl der Pflegekammer vergrößert.

## Aufgaben der Pflegekammer NRW
Das Heilberufsgesetz NRW regelt die wichtigsten Aufgaben der Heilberufskammern, also auch der Pflegekammer des Bundeslands im §6. Die Weiterbildungsordnung der Pflegekammer trat bereits am 1. Januar 2024 in Kraft. Über die Berufsordnung wurde 2025 beschlossen. Allgemein formuliert der Gesetzgeber: „Staats- und Gemeindebehörden sollen den Kammern Gelegenheit geben, sich über Fragen, die den Aufgabenbereich der Kammern betreffen, zu äußern; sie können die Kammern an der Willensbildung im Gesundheits- und im Veterinärwesen beteiligen.“

## Vorstand
Am 24. Februar 2023 wählte die Kammerversammlung den Vorstand. Sandra Postel bekam als Präsidentin 50 von 51 der abgegebenen Stimmen. Jens Albrecht wurde zum stellvertretenden Präsidenten gewählt. Als beisitzende Vorstandsmitglieder wurden gewählt: Kristina Engelen, Sandra Klünter, Nicole Biallaß, Dominik Stark, Sonja Wolf, Ilka Mildner, Marlen Reuter-May, Carsten Hermes und Kevin Galuszka.

## Kritik und Proteste
Gegen die Einführung der Pflegekammer in Nordrhein-Westfalen formierten sich Proteste erst, nachdem im Landtag Nordrhein-Westfalen die nötigen Gesetzesänderungen zur Errichtung der Pflegekammer beschlossen worden waren. Die Kritik richtete sich vor allem gegen die Pflichtmitgliedschaft aller Pflegefachpersonen, gegen die Höhe der Beiträge und gegen die Bestimmung des betroffenen Personenkreises.